# Бой у высоты 776
Бой у высоты 776 — эпизод (бой) Второй чеченской войны, в ходе которого 29 февраля — 1 марта 2000 года 6-я рота 2-го батальона 104-го гвардейского парашютно-десантного полка 76-й гвардейской воздушно-десантной дивизии (Псковской) под командованием гвардии подполковника М. Н. Евтюхина вступила в бой со значительно превосходящим по численности отрядом чеченских боевиков и арабских наёмников, руководимых Хаттабом, под Аргуном в Чечне, на рубеже Улус-Керт — Сельментаузен, на высоте 776.
В ходе боя погибли 84 российских военнослужащих. По данным ВС РФ потери боевиков составили приблизительно от 400—500 человек. 22 солдатам 6-й роты было присвоено звание Героя Российской Федерации (из них 21 — посмертно).

## Предпосылки
После взятия Грозного вооружёнными силами России в начале февраля 2000 года крупная группировка чеченских боевиков отступила в Шатойский район Чечни, где 9 февраля была блокирована федеральными войсками. По позициям боевиков наносились авиаудары с использованием полуторатонных объёмно-детонирующих бомб. Затем 22—29 февраля последовала наземная битва за Шатой. Боевикам удалось прорваться из окружения: группа Руслана Гелаева прорвалась на северо-западном направлении в село Комсомольское (Урус-Мартановский район), а группа Хаттаба — на северо-восточном направлении через Улус-Керт (Шатойский район), где и произошёл бой.

## Стороны
Силы войск РФ состояли из 6-й роты 2-го батальона 104-го парашютно-десантного полка 76-й (Псковской) дивизии ВДВ (гвардии подполковник М. Н. Евтюхин), группы из 15 солдат 4-й роты (гвардии майор А. В. Доставалов) и 1-й роты 1-го батальона 104-го парашютно-десантного полка (гвардии майор С. И. Баран).
Огневую поддержку десантникам оказывал артиллерийский дивизион 104-го парашютно-десантного полка.
Среди руководителей боевиков назывались Идрис, Абу аль-Валид, Шамиль Басаев и Хаттаб: подразделения последних двух полевых командиров в СМИ названы батальонами «Белые ангелы» (по 600 бойцов). По данным из приговора Верховного Суда Чеченской Республики РФ, число боевиков составило «не менее 200 человек, вооружённых автоматическим огнестрельным стрелковым оружием (ручными пулемётами и автоматами модели Калашникова калибра 5,45 мм и 7,62 мм), боеприпасами к ним, гранатами и подствольными гранатомётами».

## Ход боя
28 февраля командир 104-го полка полковник Сергей Мелентьев приказал командиру 6-й роты майору Сергею Молодову занять господствующую высоту Исты-Корд. Рота выдвинулась 28 февраля и заняла высоту 776, а на находящуюся в 4,5 километрах гору Исты-Корд были отправлены 12 разведчиков.
29 февраля в 12:30 разведывательный дозор вступил в бой с группой численностью около 20 боевиков и вынужден был отойти к высоте 776. Находившийся в группе разведчиков майор Молодов, командир 6-й роты, был ранен снайпером и умер позднее в тот же день. Командование ротой принял на себя гвардии подполковник Марк Евтюхин.
В 16 часов, всего через четыре часа после взятия Шатоя федеральными силами, начался бой. Перестрелку с террористами НРИ вели всего два взвода, так как третий взвод, растянувшийся при подъёме на 3 километра, был обстрелян и уничтожен боевиками на склоне.
К концу дня 6-я рота потеряла погибшими 31 человека (33 % от общего числа личного состава).
1 марта в 3 часа утра к окружённым смогла прорваться группа солдат во главе с майором Александром Доставаловым (15 человек), который, нарушив приказ, покинул оборонительные рубежи 4-й роты на соседней высоте и пришёл на помощь.
На выручку боевым товарищам стремились бойцы 1-й роты 1-го батальона. Однако во время переправы через реку Абазулгол они попали в засаду и были вынуждены закрепиться на берегу. Только утром 3 марта 1-я рота сумела прорваться к позициям 6-й роты.

## Последствия
1 марта в 05:00 высота была занята наёмниками и боевиками НВФ.
Капитан Виктор Романов, принявший, после гибели Марка Евтюхина, командование ротой, вызвал огонь на себя. Высоту накрыли артиллерийским огнём, однако боевикам удалось прорваться из Аргунского ущелья. Сведения разнятся, так как капитан умер от огнестрельных ранений, последние слова Романова Виктора Викторовича до сих пор засекречены.
Командир разведывательного взвода гвардии старший лейтенант Алексей Воробьёв уничтожил полевого командира Идриса (по другим данным, Идрис погиб только в декабре 2000 года).

### Выжившие
После гибели Александра Доставалова в живых остался только один офицер — лейтенант Дмитрий Кожемякин. Он приказал гвардии старшему сержанту Александру Супонинскому ползти к обрыву и прыгать, сам взял в руки автомат, чтобы прикрыть солдата. Выполняя приказ офицера, Супонинский и Андрей Поршнев проползли к обрыву и прыгнули, а к середине следующего дня вышли в расположение российских войск. Супонинский, единственный из шестерых выживших, был награждён золотой звездой Героя Российской Федерации.
Тимошенко по приказу командира должен был прокрасться в пулемётный расчет боевиков, но почти достигнув цели, он был оглушен взрывом мины и ранен, но остался жив.
Рядовые Роман Христолюбов и Алексей Комаров были в третьем взводе, который не добрался на высоту. В бою на высоте не участвовали.
Рядовой Евгений Владыкин остался один без патронов, в схватке его ударили прикладом по голове, он потерял сознание. Когда очнулся, смог пробраться к своим.
В живых остались только 6 бойцов.

### Погибшие
В бою погибло 84 военнослужащих 6-й и 4-й рот, в том числе 13 офицеров. Согласно данным из приговора Верховного Суда Чеченской Республики РФ, причинами их смерти стали:
- 42 человека — взрывная травма;
- 37 человек — пулевые ранения;
- 2 человека — осколочные ранения (без упоминания взрывной травмы);
- 1 человек — травматическая ампутация руки (без упоминания взрывной травмы);
- 1 человек — взрывная травма + пулевые ранения;
- 1 человек — сквозные ранения (без упоминания источника повреждений).

|     | Фамилия, имя отчество, воинское звание                                                                      | Дата рождения   | Место рождения              | Награды, примечания |
| --- | --- | --------------- | --------------------------- | --- |
| 1.  | Евтюхин, Марк Николаевич, гвардии подполковник, командир 2-го батальона 104-го полка 76-й ВДД               | 1 мая 1964      | г. Йошкар-Ола               | Принял на себя командование ротой после гибели майора С. Г. Молодова. На предложения боевиков сдаться или пропустить их ответил отказом. Утром 1 марта подполковник М. Н. Евтюхин и артиллерийский корректировщик капитан В. В. Романов вызвали огонь артиллерии «на себя». Герой Российской Федерации (12 марта 2000, посмертно)                     |
| 2.  | Доставалов, Александр Васильевич, гвардии майор, заместитель командира 2-го батальона 104-го полка 76-й ВДД | 17 июля 1963    | г. Уфа                      | В ночь на 1 марта Александр Доставалов вместе с третьим взводом 4-й роты самовольно (вопреки приказу командования) покинул оборонительные порядки 4 роты и пришёл на выручку 6-й роте, не понеся никаких потерь. Успешный рейд майора А. В. Доставалова продлил оборону высоты 776 на два часа. Герой Российской Федерации (12 марта 2000, посмертно) |
| 3.  | Молодов, Сергей Георгиевич, гвардии майор                                                                   | 15 апреля 1965  | г. Кутаиси                  | Герой Российской Федерации (12 марта 2000, посмертно) |
| 4.  | Романов, Виктор Викторович, гвардии капитан                                                                 | 15 мая 1972     | п. Сосьва                   | Герой Российской Федерации (12 марта 2000, посмертно) |
| 5.  | Соколов, Роман Владимирович, гвардии капитан                                                                | 16 февраля 1972 | г. Рязань                   | Герой Российской Федерации (12 марта 2000, посмертно) |
| 6.  | Воробьёв, Алексей Владимирович, гвардии старший лейтенант                                                   | 14 мая 1975     | п. Боровуха                 | Герой Российской Федерации (12 марта 2000, посмертно) |
| 7.  | Колгатин, Александр Михайлович, гвардии старший лейтенант                                                   | 16 июля 1975    | г. Камышин                  | Герой Российской Федерации (12 марта 2000, посмертно) |
| 8.  | Панов, Андрей Александрович, гвардии старший лейтенант                                                      | 25 февраля 1974 | г. Смоленск                 | Герой Российской Федерации (12 марта 2000, посмертно) |
| 9.  | Петров, Дмитрий Владимирович, гвардии старший лейтенант                                                     | 10 июня 1974    | г. Ростов-на-Дону           | Герой Российской Федерации (12 марта 2000, посмертно) |
| 10. | Шерстянников, Андрей Николаевич, гвардии старший лейтенант                                                  | 1 августа 1975  | г. Усть-Кут                 | Герой Российской Федерации (12 марта 2000, посмертно) |
| 11. | Ермаков, Олег Викторович, гвардии лейтенант                                                                 | 26 апреля 1976  | г. Брянск                   | Герой Российской Федерации (12 марта 2000, посмертно) |
| 12. | Кожемякин, Дмитрий Сергеевич гвардии лейтенант                                                              | 30 апреля 1977  | г. Ульяновск                | Герой Российской Федерации (12 марта 2000, посмертно) |
| 13. | Рязанцев, Александр Николаевич, гвардии лейтенант                                                           | 14 июня 1977    | с. Войново Корсаковский р-н | Герой Российской Федерации (12 марта 2000, посмертно) |
| 14. | Духин, Владислав Анатольевич, младший сержант                                                               | 26 марта 1980   | г. Ставрополь               | Герой Российской Федерации (1 марта 2000, посмертно) |

Другие погибшие солдаты: Александр Герд, Александр Комягин, Владимир Александров, Николай Амбетов, Андрей Арансон, Владимир Архипов, Роман Афанасьев, Галим Куатбаев, Дмитрий Бадретдинов, Сергей Бакулин, Денис Белых, Владимир Бирюков, Алексей Воробьёв, Станислав Грудинский, Михаил Евдокимов, Владимир Елисеев, Роман Ердяков, Сергей Жуков, Денис Зинкевич, Дмитрий Иванов, Ярослав Иванов, Владимир Изюмов, Евгений Исаков, Владимир Ислентьев, Амангельды Кенжиев, Алексей Кирьянов, Александр Кобзев, Сергей Козлов, Константин Кривушев, Владимир Купцов, Виктор Лебедев, Юрий Ляшков, Сергей Анатольевич Михайлов, Алексей Некрасов, Алексей Нищенко, Иван Павлов, Роман Пахомов, Роман Пискунов, Игорь Попов, Валентин Савин, Рустам Сираев, Василий Сокованов, Денис Стребин, Роман Судаков, Денис Тимашов, Константин Тимошинин, Михаил Травин, Денис Трегубов, Александр Трубенок, Игорь Хворостухин, Алексей Храбров, Вадим Чугунов, Николай Шалаев, Владимир Швецов, Денис Петрович Шевченко, Сергей Шиков, Алексей Шукаев, Дмитрий Щемлев.

### Потери боевиков
По данным федеральных сил, потери боевиков составили от 400 до 500 человек.

### Побег офицеров ГРУ из плена
В результате начавшегося боя из плена удалось бежать двоим офицерам ГРУ — Алексею Галкину и Владимиру Пахомову, которых в то время возле Улус-Керта конвоировали боевики. Впоследствии Галкину было присвоено звание Героя Российской Федерации, а его образ был использован в качестве прототипа главного героя фильма «Личный номер».

## Награды и память
- Указом Президента РФ 22 десантникам 6-й роты было присвоено звание Героя России (из них 21 — посмертно), 68 солдат и офицеров роты награждены орденами Мужества (63 из них — посмертно)[14].
- В апреле 2001 года Президент России Владимир Путин посетил место боя во время своего визита в Чечню[15].
- 25 декабря 2000 года в Ленинградской области в деревне Оржицы на здании школы появилась мемориальная доска, где учился рядовой Вадим Чугунов. В школе работает музей. 13 февраля 2020 года в Оржицах открыт бюст герою-десантнику 6-й роты Вадиму Чугунову. 8 августа 2020 года в Ленинградской области в посёлке Новогорелово был открыт бульвар Десантника Вадима Чугунова.
- В марте 2001 года открыта мемориальная доска в Ивангороде по улице Федюнинского д. № 17, где жил Владимир Александров. 9 мая 2020 года в Ленинградской области в Кингисеппе открыт бюст герою-десантнику 6-й роты рядовому Владимиру Александрову. Также в Кингисеппе есть улица, названная в его честь.
- 29 марта 2001 года распоряжением администрации города Балахны часть улицы Олимпийской переименовали в улицу Романа Пискунова[16]. 20 марта 2008 года в ПТУ № 32 была открыта стена Памяти с его именем и фотографией. В прошлом году на стене дома, где жил герой, появилась мемориальная доска.
- 14 ноября 2002 года в Пскове была открыта мемориальная доска на здании Милицейско-правового лицея (школа № 8), где учился кавалер ордена Мужества младший сержант Роман Сергеевич Афанасьев.
- Имя Дмитрия Петрова носит средняя школа № 84 в Ростове-на-Дону, на здании школы установлена мемориальная доска. Также его именем названа улица в новом микрорайоне «Суворовский» Ростова-на-Дону[17].
- В честь Олега Ермакова в 2002 году была переименована одна из улиц Брянска.
- В Челябинске на школе, где учился Сергей Молодов, а также на доме, где он жил, установлены мемориальные доски. 11 ноября 2004 года именем героя названа одна из улиц города.[18]
- В 2005 году вышел музыкальный спектакль «Воины духа», посвящённый подвигу 6-й роты.
- 23 января 2008 года по инициативе Президента Чеченской Республики Рамзана Кадырова Жигулёвская улица Грозного была переименована в улицу 84-х Псковских Десантников[19].
- В вестибюле Санкт Петербургского колледжа авиационного приборостроения и автоматики (ныне ФСПО ГУАП) стоит памятная доска Васильеву Алексею Юрьевичу, который был студентом данного колледжа.
- В соответствии с решением кировской городской думы от 6 февраля 2008 г. с 1 марта 2008 года в Кирове улица Кирпичная переименована в улицу Романа Ердякова.
- В феврале 2008 г. депутаты городской Думы г. Котельнича приняли решение о переименовании улицы Зырьята в улицу Дениса Белых. На этой улице жил Денис Белых, геройски погибший 1 марта 2000 г. в Аргунском ущелье при проведении контртеррористической операции и награжденного посмертно орденом Мужества.
- Подвиг бойцов 6 роты увековечен на стеле «Город воинской славы», открытой во Пскове 22 июля 2010 года.
- В Камышине названа площадь именем Александра Колгатина и в 2015 году открыт ему памятник. В школе № 12, где учился Александр, открыт музей.
- 7 ноября 2015 года в парке Боевого братства Санкт-Петербурга открыт памятник погибшим десантникам[20]. 1 марта 2020 года в парке прошла церемония возложения цветов.
- 2 марта 2017 года на месте гибели десантников был установлен поклонный крест[21].
- В городе Конаково Тверской области имя Дениса Стребина носит школа, в которой он учился и одна из улиц города, названная в честь героя — ул. Дениса Стребина.
- В городе Йошкар-Оле по проспекту Гагарина на доме № 18 расположена памятная доска Герою Российской Федерации гвардии подполковнику Марку Николаевичу Евтюхину.
- В городе Йошкар-Оле по бульвару Победы располагается мемориал воинам-десантникам.
- В городе Сертолово Ленинградской области улица Кожемякина названа в честь погибшего лейтенанта Дмитрия Кожемякина.
- В 2018 году в Петрозаводске в честь Дениса Тимашова названа улица.
- В августе 2019 года в Ленинградской области рядом с железнодорожной станцией Саблино открыт сквер имени Михаила Евдокимова, также в центре сквера есть памятник с его именем. 13 марта 2020 года в Ленинградской области, в Ульяновке, открыт бюст герою-десантнику 6-й роты рядовому Михаилу Евдокимову.
- В 2019 году в Рыбинске появилась улица Героев 6-й роты в память о земляках — Романе Судакове и Станиславе Грудинском. В том же году им были открыты памятники рядом со школами, в которых они учились.
- 20 ноября 2019 года в Ленинградской области в деревне Гостилицы, открыт бюст герою-десантнику 6-й роты младшему сержанту Алексею Васильеву. Также на здании школы в Гостиницах, где учился Васильев, есть мемориальная доска.
- 7 февраля 2020 года Банк России выпустил в обращение памятную серебряную монету номиналом 3 рубля «20-летие подвига десантников 6 парашютно-десантной роты 104 гвардейского парашютно-десантного полка 76 гвардейской воздушно-десантной дивизии»[22].
- 14 февраля 2020 года в Ленинградской области, в городе Кировске, открыты бюсты героям-десантникам 6-й роты: сержанту Владимиру Купцову и рядовому Александру Исаеву. В 2012 году на здании Приладожской средней школы открыта мемориальная доска Купцову. 9 октября 2013 года в Лен. области в Кировске открыта мемориальная доска на здании прогимназии, где когда-то учился Исаев. Также одна из улиц Кировска названа в честь героя — улица Десантника Исаева.
- 18 февраля 2020 года в Пскове состоялось открытие бюстов погибшим десантникам кавалерам ордена Мужества (посмертно) гвардии младшим сержантам Владимиру Швецову, Роману Афанасьеву и гвардии рядовому Михаилу Травину. Бюсты установлены на Аллее Победы на улице 128-й стрелковой дивизии.
- 20 февраля 2020 года в Оренбурге состоялось открытие бюстов погибшим десантникам кавалерам ордена Мужества (посмертно) Виктору Лебедеву и Рустаму Сираеву в сквере имени Лебедева и Сираева на улице Степана Разина. Оренбуржцы, отслужив срочную службу, отправились служить по контракту в 6-ю роту 104-го гвардейского полка 76-й дивизии ВДВ, и 1 марта 2000 года приняли смертельный бой.
- 28 февраля 2020 года в Ленинградской области, в городе Лодейном поле, открыт бюст герою-десантнику 6-й роты рядовому Николаю Шалаеву. Одна из улиц Лодейного поля названа в честь героя — переулок имени Николая Шалаева. На здании училища № 55 в Лодейном поле установлена мемориальная доска. В городском музее есть уголок памяти десантника.
- 29 февраля 2020 года школе села-санатория Глуховского Белебеевского района (Республика Башкортостан) было присвоено имя кавалера ордена Мужества Романа Сергеевича Афанасьева.
- 1 марта 2020 года в Симферополе в парке имени Юрия Гагарина открыта аллея Памяти героев-десантников 6-й роты 104-го полка псковской дивизии ВДВ.
- 5 марта 2020 года в Ленинградской области, в городе Подпорожье, открыт бюст герою-десантнику 6-й роты младшему сержанту Евгению Хаматову.
- Имя младшего сержанта Сергея Жукова присвоено школе № 453 Выборгского района Санкт-Петербурга. На здании школы № 35 Василеостровского района Санкт-Петербурга установлена мемориальная доска в память о выпускнике школы — санинструкторе 6-й роты Игоре Хворостухине. В школе № 421 Петродворцового района Санкт-Петербурга установлена мемориальная доска выпускнику школы Константину Тимошинину[23].
- В городе Тихвин Ленинградской области именем рядового Ярослава Иванова названа улица и установлен памятник.
- 1 августа 2020 года в Санкт-Петербурге, в парке Боевого Братства, открыли бюсты петербуржцам героям-десантникам 6-й роты младшим сержантам Сергею Жукову, Дмитрию Щемлеву, Игорю Хворостухину и рядовому Константину Тимошинину.
- 1 августа 2020 года в Севастополе, открыт бюст герою-десантнику 6-й роты старшему сержанту Андрею Аронсону.
- 29 августа 2020 года в Ельниковской роще города Новочебоксарска открылась Аллея Памяти 6 роты 104-го полка 76-й дивизии ВДВ.
- 21 сентября 2021 года на улице Белы Куна в Санкт-Петербурге сквер получил название Псковских Десантников. Находится он рядом со 2-й площадкой Колледжа Метрополитена и Железнодорожного транспорта (бывш. Электромеханический техникум ж/д транспорта им. А. С. Суханова), где когда-то учились герои-десантники 6-й роты рядовые Вадим Чугунов и Константин Тимошинин
- В 2022 году российская группа Radio Tapok выпустила альбом «Наследие», на котором присутствует песня, посвященная бою на высоте 776.
- Аллея Памяти 6 роты 104-го полка 76-й дивизии ВДВ в городе Новочебоксарск в Ельниковской роще[24]

- Памятник в Москве
- Памятный крест на месте боя вблизи села Улус-Керт
- Табличка на доме улицы имени 84-х псковских десантников в Грозном
- Памятный камень, открытый президентом России в 2001 и перенесённый с высоты 776 в Псков
- Памятник 6-й роте в Псковской области
- Деталь памятника в Псковской области
- Мемориальный знак 6-й парашютно-десантной роте 104 гв. ПДП

## Дальнейшие события

### Командир полка
Командира полка С. Ю. Мелентьева перевели в Ульяновск начальником штаба бригады. 2 мая 2000 года в военной прокуратуре (в/ч 20102) в отношении него возбуждено уголовное дело № 14/33/0185-00 по признакам преступления, предусмотренного ч. 2 ст. 293 УК РФ (халатность, повлёкшая по неосторожности тяжкие последствия). В ходе предварительного следствия была установлена его вина, однако 30 мая 2000 года уголовное дело с согласия С. Ю. Мелентьева было прекращено на основании п. 4 ч. 1 ст. 5 УПК РСФСР вследствие акта амнистии (Постановление Государственной Думы Федерального Собрания Российской Федерации от 26.05.00 № 398-III ГД «Об объявлении амнистии в связи с 55-летием Победы в Великой Отечественной войне 1941-45 годов»). Через два года, 22 июня 2002 года, Сергей Юрьевич Мелентьев умер от сердечного приступа во время утренней пробежки недалеко от воинской части в Туле и был похоронен в поселке Кромы Орловской области.

### Уголовное преследование скрывшихся боевиков
2 марта 2000 года военной прокуратурой Ханкалы начато следствие по делу в отношении участников незаконных вооружённых формирований, которое затем было направлено в управление Генеральной прокуратуры Российской Федерации по расследованию преступлений в сфере федеральной безопасности и межнациональных отношений на Северном Кавказе. При этом следствием установлено, что «действия воинских должностных лиц, в том числе командования Объединённой группировкой войск (сил)… при исполнении обязанностей по подготовке, организации и ведению боя подразделениями 104-го парашютно-десантного полка не образуют состава преступления». Изначально дело было закрыто заместителем Генерального прокурора С. Н. Фридинским, однако позднее его расследование возобновилось. По состоянию на 26 марта 2020 года следствием была установлена причастность 26 человек к участию в боях на стороне боевиков на высоте 776: из них 14 человек уже осуждены, пятеро находятся в розыске, двое были ликвидированы при оказании вооружённого сопротивления, пять человек были под следствием. В частности, были арестованы и осуждены следующие лица:
- Рашид Атуов, ранее судимый. Обвинения по статьям 209 («Бандитизм») и 317 УК РФ («Покушение на жизнь сотрудников правоохранительных органов»). 12 марта 2012 года приговорён к 13 годам лишения свободы[29].
- Кемал Эбзеев, ранее судимый. Обвинения по статьям 209 («Бандитизм») и 317 УК РФ («Покушение на жизнь сотрудников правоохранительных органов»). 12 марта 2012 года приговорён к 14 годам лишения свободы[29].
- Хамидулла Япов, ранее судимый. Обвинения по статьям 209 («Бандитизм») и 317 УК РФ («Покушение на жизнь сотрудников правоохранительных органов»). 12 марта 2012 года приговорён к 14 годам лишения свободы[29].
- Аюб Тунтуев, бывший сотрудник службы безопасности президента Чечни Ахмата Кадырова[30]; с 1994 по 2005 годы был членом террористического подполья. Обвинялся в подготовке и совершении теракта в райцентре Знаменское в 2005 году[31]. По заявлению адвокатуры Тунтуева, он подвергался пыткам во время заключения и оговорил себя[32]. Приговор — 24 года и 11 месяцев лишения свободы и штраф в 200 тысяч рублей[33]. Скончался 12 марта 2019 года в колонии[34][35].
- Арслан Валиев, уроженец Ставропольского края. Приговор — 15 лет и 6 месяцев лишения свободы с отбыванием наказания в колонии строгого режима[36][37].
- Фаизбек Амангазиев, уроженец Ставропольского края. Приговор — 16 лет лишения свободы с отбыванием наказания в колонии строгого режима[36][37].
- Максим Понарьин (Муслим), бывший военнослужащий федеральных войск, перешедший на сторону исламских экстремистов и принявший ислам. Добровольцем вступил в состав «Ногайского батальона» Басаева, прошёл подготовку в лагере боевиков и в 2004 году организовал теракт у станции метро «Рижская». За организацию теракта у станции метро был приговорён к пожизненному лишению свободы, а затем, уже отбывая наказание, был повторно приговорён к пожизненному сроку за участие в нападении на десантников[38].
- Сулейман Ухейду, гражданин Ливии. Приговор — 14 лет лишения свободы с отбыванием наказания в колонии строгого режима[38].
- Алаудин Меньлибаев, житель Ставрополья. Приговор — 15 лет лишения свободы с отбыванием наказания в колонии строгого режима[38].
- Александр Малофеев, гражданин Украины, член запрещённой в России группировки УНА-УНСО. Ранее судом был осуждён за участие в разбойном нападении на воинскую часть в селении Улус-Керт, в ходе Первой и Второй чеченских войн нёс службу в вооружённых силах Чеченской Республики Ичкерия в составе отряда «Викинг», был снайпером[39]. Приговор — 24 года и 6 месяцев лишения свободы, штраф в размере 41 миллиона рублей[37][40].
- Артур Ушаев, уроженец Чечни, на момент ареста безработный. На суде утверждал, что находился рядом с больным отцом и в нападении не участвовал. Приговор — 19 лет лишения свободы[39].
- Руслан Наматов, уроженец Чечни, на момент ареста безработный. Приговор — 18 лет лишения свободы[39].
- Шамиль Казбулатов[41], уроженец Ставропольского края. Задержан 12 декабря 2018 года[42]. Признан виновным по статье 317 УК РФ «Посягательство на жизнь военнослужащих». Приговор — 16 лет лишения свободы с отбыванием наказания в колонии строгого режима[43].
- Нажмудин Дудиев (род. 1975)[44], житель Грозного, рядовой запаса Вооружённых сил Российской Федерации и старший сержант полиции Российской Федерации. Задержан и помещён под стражу в ноябре 2018 года, обвинялся в бандитизме, участии в вооруженном мятеже и посягательстве на жизнь военнослужащего. 9 июня 2020 года признан виновным и приговорён к 18 годам лишения свободы с лишением воинских званий[45], однако освобождён от отбывания наказаний за участие в банде (17 лет лишения свободы) и в мятеже (11 лет заключения) в связи с истечением срока давности[46].
- Ибрагим Донашев (род. 1977)[44], житель Грозного, рядовой запаса Вооружённых сил Российской Федерации. Задержан и помещён под стражу в ноябре 2018 года, обвинялся в бандитизме, участии в вооруженном мятеже и посягательстве на жизнь военнослужащего. 9 июня 2020 года признан виновным и приговорён к 19 годам лишения свободы с лишением воинских звания[45], однако освобождён от отбывания наказаний за участие в банде (17 лет лишения свободы) и в мятеже (11 лет заключения) в связи с истечением срока давности[46].

По делу в качестве обвиняемого в настоящее[какое?] время проходит Майрбек Башаев и Герман (Шамиль) Арбинин.
20 апреля 2023 года судом был признан виновным в нападении на десантников Махди Магомедов по кличке «Палач», получивший 23 года тюрьмы. На момент приговора он уже отбывал наказание в виде 21 года лишение свободы, поскольку был признан виновным в участии в нападении в 2000 году на сводную колонну Пермского ОМОНа и военнослужащих Веденской комендатуры в Веденском районе Чечни.
6 июля 2023 года Южный окружной военный суд признал виновным ещё одного участника нападения на псковских десантников — Тенъали Канаева — и приговорил его к 13,5 годам колонии строго режима. По состоянию на этот день более 20 участников боевого столкновения были осуждены на длительные сроки лишения свободы, пятеро были в розыске. В отношении двух обвиняемых уголовное преследование было прекращено в связи с их смертью (оба были убиты при оказании вооружённого сопротивления).
11 декабря 2023 года было объявлено, что закончено расследование в отношении ещё четверых участников нападения: Ильгама Гумерова, Ильгиза Мухаметгалиева, Хайдара Раззакова и Мухамедвали Шайхутдинова. СК РФ передал дело в суд.

## Критика
По состоянию на 2009 год, в официальной версии истории гибели 6-й роты по-прежнему остаётся много неясностей. По мнению журналиста Эдвина Поляновского, в истории этого боя было много преступных странностей.
В июле 2003 года было опубликовано открытое обращение региональной общественной организации семей погибших военнослужащих к президенту Владимиру Путину. В нём родственники задали ряд вопросов к и. о. командующего ОГВ генералу Геннадию Трошеву, начальнику Генштаба генералу А. В. Квашнину и к командованию ВДВ:

1. Почему выход роты был задержан командованием на сутки?
2. Почему имущество роты нельзя было забросить на вертолёте?
3. Почему рота двигалась в заранее подготовленную для неё засаду?
4. Почему роте не оказала поддержку дальнобойная артиллерия?
5. Почему командира роты не предупредили о наличии на маршруте главных сил противника? Каким образом информация о передвижении роты стала известна боевикам?
6. Почему командир полка требовал держаться и обещал помощь, хотя роту можно было в любой момент отвести, а посланная на помощь рота пошла по самому неудобному маршруту?
7. Почему военные оставили на три дня поле боя боевикам, позволив им похоронить своих погибших, собрать раненых?
8. Почему опубликованная через пять дней информация псковских журналистов застала генералов врасплох?

Частично на эти вопросы Геннадием Трошевым были даны ответы в его книге «Моя война. Чеченский дневник окопного генерала». В частности, Трошев указывает на то, что десантникам всё-таки была оказана огневая поддержка. Полковые 120-мм орудия 2С9 «работали» по высоте 776 практически беспрерывно с полудня 29 февраля до утра 1 марта (когда подполковник Евтюхин вызвал огонь на себя), выпустив за это время около 1200 снарядов. Причём, по свидетельству автора, большая часть потерь боевиков в этом бою была вызвана именно артобстрелом. Трошев упоминает также о невозможности переброски личного состава роты по воздуху, поскольку в ходе проведённой заранее разведки местности не удалось найти ни одной подходящей площадки.

### Замалчивание фактов
Бой начался спустя всего лишь несколько часов после того, как министр обороны Игорь Сергеев заявил, что война в Чечне закончена. Владимиру Путину было доложено «о выполнении задач третьего этапа» операции на Северном Кавказе. Причиной этого заявления называется взятие Шатоя, которое федеральное командование интерпретировало как сигнал того, что «чеченское сопротивление» окончательно сломлено. Днём 29 февраля 2000 года и. о. командующего ОГВ Геннадий Трошев отметил, что в течение ещё двух — трёх недель будут проводиться операции по уничтожению «улизнувших бандитов», но полномасштабная войсковая операция завершена. По утверждению некоторых СМИ, в течение недели факт боя на высоте 776 замалчивался, как и число потерь. Хотя о крупном бое под Улус-Кертом было сообщено ещё 2 марта 2000 года, информация о его подробностях и потерях федеральных сил была обнародована с большим запозданием. 9 марта «Общая газета» писала:

Отрывочные сведения о том, что на высоте 705,6 у населённого пункта Улус-Керт в ночь на 1 марта полегла в бою с бандитами целая рота 104-го полка Псковской воздушно-десантной дивизии, в СМИ просочились. Да вот всего о произошедшем там не мог рассказать никто. Журналистов в этот район не допускали несколько суток. А самим военным приказали помалкивать. Разве что генерал-полковник Геннадий Трошев 5 числа позволил себе, наконец, признать: «Шестая парашютно-десантная рота, которая была на острие атаки бандитов, потеряла убитыми 31 человека, есть и раненые».

В некоторых СМИ замалчивание трагедии связывается также с приближавшимися президентскими выборами 2000 года. Материалы ведомственного расследования до сих пор[каких?] засекречены.
Существуют также альтернативные версии причин произошедшего.

### Критика действий командования
Согласно одной из версий, при планировании операции по блокированию чеченской группировки в районе Шатоя были допущены ошибки, в результате чего для проведения операции было недостаточно сил. Командованием восточной группировки войск под руководством Геннадия Трошева не был учтён фактор горно-лесистой местности, невозможность образовать сплошной фронт или даже контролировать фланги. В то же время ожидалось, что группы боевиков будут прорываться мелкими группами, однако отряды под общим командованием Хаттаба двинулись в восточном направлении, на Улус-Керт, где при подавляющем перевесе в живой силе прошли через боевые порядки шестой роты псковских десантников. 2 августа 2000 года, в день 70-летия Воздушно-десантных войск, Владимир Путин сделал заявление в 76-й дивизии ВДВ в Пскове, признав вину Кремля «за грубые просчёты, которые приходится оплачивать жизнями русских солдат».
По мнению американских военных аналитиков Майкла Уилмота и Питера Цураса, высокие потери 6-й роты были вызваны рядом ошибок:

6-я рота еле пережила три грубые ошибки: не организовали круговую оборону; не проводили активную разведку на направлении предполагаемого подхода противника, в особенности с учётом репутации чеченцев в тактике, разведке и работе по флангам; а также не приняли во внимание предупреждения о подходе чеченских сил.
Почему-то 6-я рота не приготовилась с достаточной серьёзностью и энергией к опасности, которую ей было поручено предупредить. По всей видимости, на слабое управление на уровне роты наложилось отсутствие своевременного контроля со стороны расположенного рядом штаба батальона.
Оригинальный текст (англ.)6th Company had barely survived three basic errors: failure to establish an all-around defense; failure to aggressively conduct reconnaissance of the enemy's expected approach route, especially given the Chechen reputation for tactical skill, reconnaissance and working around the flanks; and failure to heed warnings about the Chechen force's approach.

For some reason, 6th Company did not anticipate with sufficient seriousness and energy the danger it had been assigned to forestall. It seems likely that weak command at the company level was compounded by a lack of timely supervision by the adjacent battalion headquarters.
— Wilmoth M. D., Tsouras P. G. Ulus-Kert: An Airborne Company's Last Stand
6-й роте десантников, находившейся от основных сил на расстоянии артиллерийского выстрела, командование в течение нескольких дней боёв не оказало действенной огневой поддержки, в первую очередь, фронтовой и армейской авиации, несмотря на солнечную погоду. По словам Игоря Сергеева, в ту пору министра обороны, на подмогу были направлены дополнительные силы, однако подойти к позициям роты они не смогли: «Кинжальный огонь боевиков не позволил этого сделать». А командующий ВДВ генерал Георгий Шпак доложил: «Из-за разлившихся рек Шароаргун и Абазулгол и из-за большой плотности огня не смогли пробиться на помощь другие десантные подразделения».

### Коррупция
Существуют предположения, что проход боевикам из Аргунского ущелья на Дагестан был выкуплен у высокопоставленных федеральных руководителей. «С единственной дороги, ведущей на Дагестан, были сняты все милицейские блок-посты», в то время как «у десантной группировки информация о боевиках была на уровне слухов». Называлась и цена за коридор для отступления — полмиллиона долларов. Аналогичная сумма (17 миллионов рублей) называлась бывшим командиром 104-го гвардейского парашютно-десантного полка полковником С. Ю. Мелентьевым: «Не верьте ничему, что говорят про чеченскую войну в официальных СМИ… Променяли 17 миллионов на 84 жизни».
По словам Владимира Воробьёва, отца погибшего старшего лейтенанта Алексея Воробьёва, «комполка Мелентьев просил добро на отход роты, но командующий Восточной группировкой генерал Макаров разрешение на отступление не дал». Уточняется, что Мелентьев 6 раз (по свидетельству лично знавших его людей) просил разрешения отвести роту сразу после начала боя, но, не получив разрешения, подчинился приказу.
Военный обозреватель Владимир Сварцевич утверждал, что «никакого героизма не было, откровенное предательство ребят конкретными лицами нашего командования»:

Вопреки запрету контрразведки удалось поговорить и со свидетелем гибели парней — с пацаном, которого послал погибший в том бою комбат Марк Евтюхин, чтобы он рассказал правду. За ночь материал был написан, я составил полную хронику происходившего по часам и минутам. И впервые назвал реальную цифру погибших в одном бою. Все было правдой. Но патетические слова, которые якобы Марк Евтюхин сказал по рации — «вызываю огонь на себя» — были неправдой. На самом деле он сказал: «Вы козлы, вы нас предали, суки!».

## Свидетельства очевидцев
Из рассказа Александра Супонинского:

— Пасмурный день был такой. Потом, когда бой уже начался, вообще ничего не видно стало — туман лёг. Мы опорный пункт оборудовали на высоте этой, когда лейтенант Воробьёв (командир разведывательного дозора. — Авт.) на чеченскую разведку напоролся…

Из рассказа Андрея Поршнева:

— Непонятно, почему к нам никто не пришёл. Ну ладно ещё не прислали вертолёты: у нас не было авиакорректировщика, да ещё «зелёнка» кругом — от вертушек мало толку. Но ведь четвёртая рота рядом была. Просто приказа не было. Так ребята из четвёртой рассказывали. Только артиллерия вот… Наверно, вагона два снарядов они выпустили по «духам»…
— В какой-то момент они стеной на нас пошли. Одна волна пройдёт, мы их перестреляем, полчаса передышки — и ещё одна волна… Много их было. Просто шли на нас — глаза выпученные, орут: «Аллах акбар»… Потом уже, когда они отступили после рукопашной, они нам предлагали по рации деньги, чтоб мы их пропустили…

Неизвестный офицер:

Да, они (Христолюбов с Комаровым — прим. автор) тяжелораненого Воробьёва бросили, это верно. У обоих стволы чистые и полный комплект патронов. Не сделали ни выстрела.
То, что он (Супонинский — прим. автор) был одним из последних защитников на сопке и его с Поршневым отпустил Кожемякин — ложь. Что они прыгали с обрыва высотой с пятиэтажный дом — ложь. Покажите мне этот обрыв. Я эту сопку излазил вдоль и поперек. 1 марта по свежим следам поднимался, 2-го, 3-го и 4-го, когда всех погибших уносили с высоты. Супонинскому у нас один офицер прямо сказал: «Сними звёздочку».
Поле боя о многом говорит. Кожемякин, командир разведвзвода, — хороший рукопашник и, видно, здорово сопротивлялся. У него лицо было полностью разбито прикладами, а рядом валялись несколько зарезанных боевиков. Его, наверное, как последнего офицера, хотели взять живым.

Анонимное мнение офицера относительно Супонинского входит в противоречие со свидетельством командира 108 парашютно-десантного полка 7 десантно-штурмовой дивизии, полковника Сергея Ивановича Барана:

1 марта в 5.00 я отдал бойцам команду готовиться на выдвижение к руслу Абазулгола. Бойцы настолько были измотаны, что еле-еле передвигали ноги, практически ползли, а не шли вверх. Но у меня к ним никаких претензий нет, предел возможности есть у каждого. К 6.00, подойдя к поляне, что лысела у русла реки, на крутом противоположном берегу Абазулгола мы заметили троих солдат, подходивших к обрыву. Едва завидев нас, они начали размахивать руками и кричать: «Стойте! Стойте! Не ходите сюда! Здесь боевики! Засада!» Подоспев к обрыву, эти солдаты, не задумываясь, сиганули вниз, к реке. Обрыв там конкретный, глубиной до 30 метров.
… Я дал команду личному составу группы переправиться через реку, подняться на склон и занять позиции вдоль обрыва. Майор Величенко с тремя бойцами пошёл вглубь леса на разведку.
… Подвели тех бойцов, что прыгали с обрыва. Это были Александр Супонинский, Андрей Поршнев и Евгений Владыкин. Смысл их слов следующий: «Бой окончен. Все убиты. Туда, на высоту, не ходите — боевики вас ждут».

## В искусстве
- О подвиге десантников были написаны книги «Рота» Андрея Константинова, «Прорыв» Ивана Лощилина, рассказ «Последний парад» Вячеслава Дёгтева, сняты фильмы и сериалы «Честь имею», «Прорыв» и «Русская жертва», мюзикл «Воины духа». Им поставлены памятники в Москве (2002), Пскове (2002), Улус-Керте (2017).
- Сюжет книги Александра Тамоникова «Рота уходит в небо» и её экранизации-телесериала «Грозовые ворота» сильно напоминает реальные события этого боя, но, по словам автора, большая часть романа была написана до этих событий.
- В Камышине, на родине старшего лейтенанта А. М. Колгатина, проходит ежегодный фестиваль солдатской песни, названный его именем.
- Героическая гибель 6-й роты нашла своё отражение в творчестве целого ряда музыкальных коллективов и исполнителей, среди которых — Ансамбль имени Александрова («Шестая рота»)[68], Голубые береты («Вы рядом с нами»)[69], Стас Коноплянников («Шестая рота»)[70], RADIO TAPOK («Высота 776»), Ориентир («Высота 776») и ЛИМИТ-ARMY («Я косынку завяжу»).
- В январе 2020 года Студией военных художников имени М. Б. Грекова представлена диорама «Высота 776», посвященная подвигу воинов-десантников 6 парашютно-десантной роты 104 гвардейского парашютно-десантного полка 76 гвардейской воздушно-десантной дивизии. Диорама размещена в Музее истории Воздушно-десантных войск в Рязани и открылась для посетителей в марте 2020 года[71].